# Solaris Trollino 15
Solaris Trollino 15AC (укр. Соларіс Тролліно 15) — 14.6-метровий низькопідлоговий тролейбус для міських перевезень виробництва польської фірми Solaris Bus&Coach, що випускається серійно з 2003 року. Перше покоління тролейбусів Solaris Trollino 15 мало назву Mk2, і було у випуску з 2003 по 2006 роки. З 2006 року випускається друге, найновіше покоління тролейбусів Trollino 15, що має назву Mk3.
Тролейбус Solaris Trollino оснований на аналогічному автобусі з модельного ряду Urbino — Solaris Urbino 15. Цей тролейбус являє собою подовжену версію тролейбуса Solaris Trollino 12 та Solaris Urbino 12. У модельному ряді цей тролейбус є другим найбільшим серед ряду Trollino, найбільшим двосекційним тролейбусом Solaris є 18.8-метровий Solaris Trollino 18. Чеський автовиробник Skoda з 2008 року виготовляє тролейбус, що називається Skoda 28Tr Solaris, що є ідентичним Solaris Trollino 15, 28Tr є далеким нащадком легендарної «чотирнадцятки».
Німецький виробник автобусів та тролейбусів, Neoplan Bus Gmbh, не виробляв тролейбусів Electroliner такого типу, лише 12- та 18-метрові. Solaris Trollino 15AC широко поширений у Чехії і Литві.

## Описання моделі

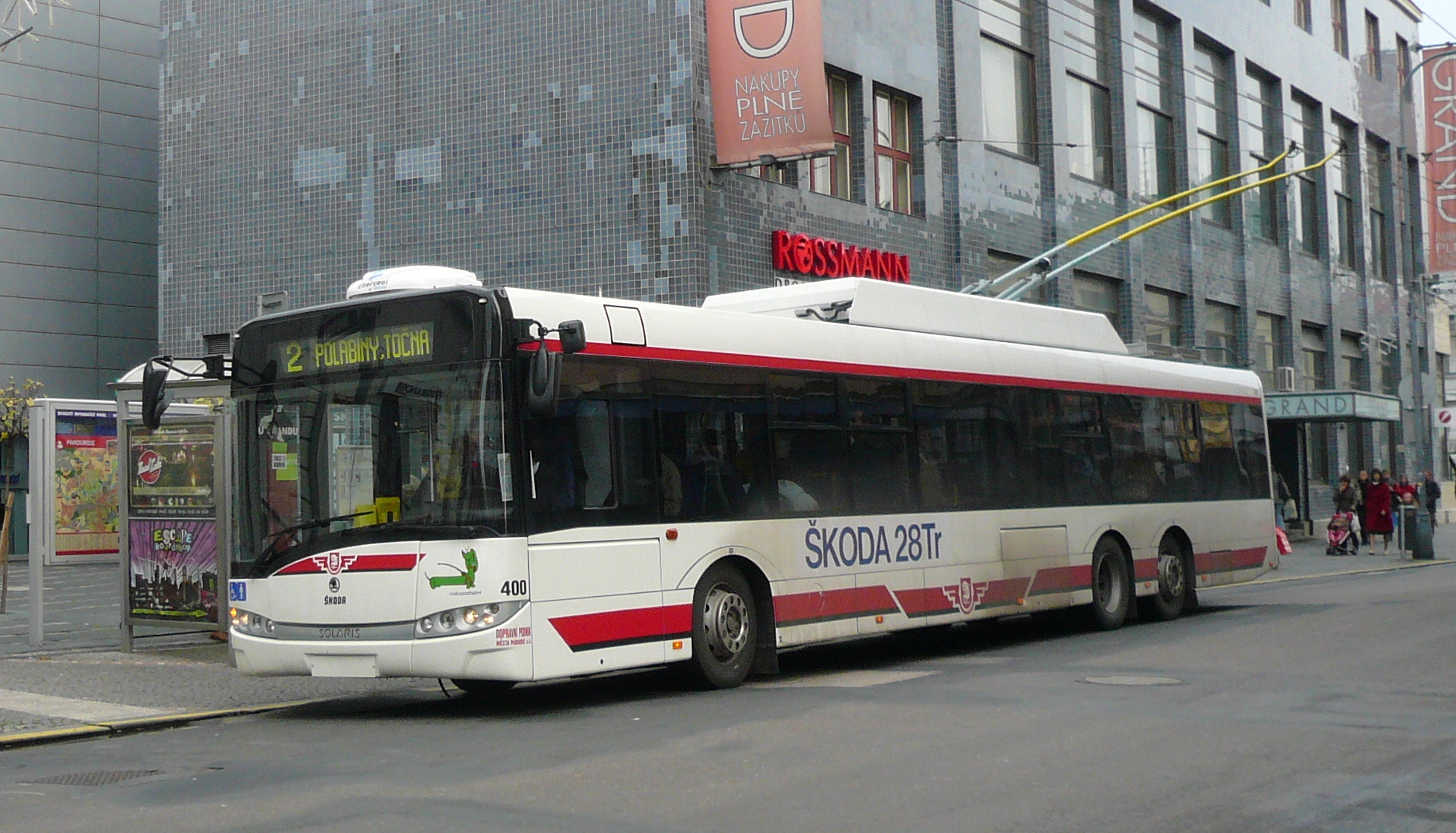
Skoda 28Tr Solaris на базі Solaris Trollino 15

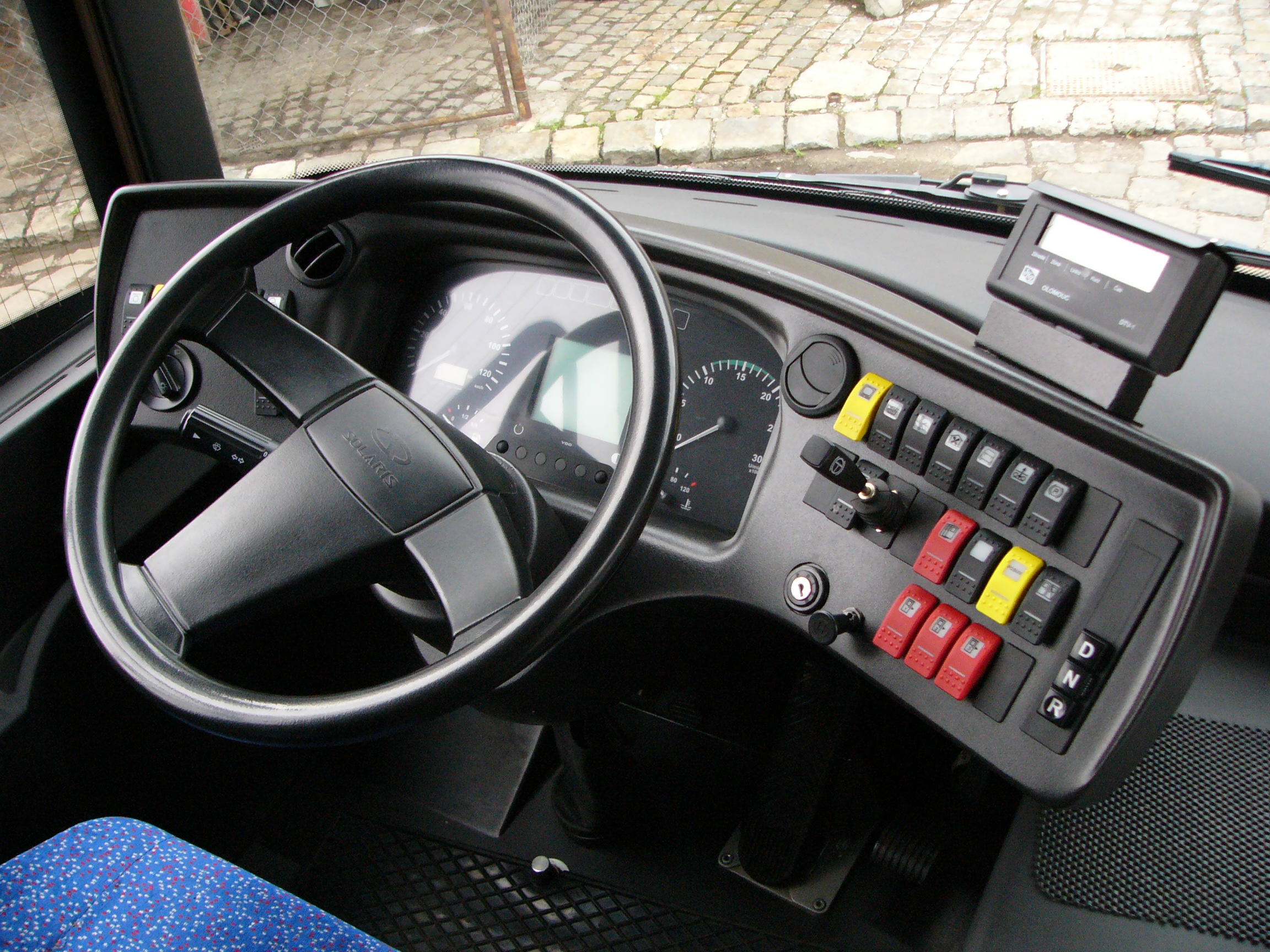
Приладова панель

Solaris Trollino 15 є екологічно чистим транспортом і не забруднює довкілля, тому праця такого транспорту є великим плюсом для мегаполісів. Solaris Trollino 15 являє собою подовжену версію 12-метрового Trollino, довжина тролейбуса становить 14,59 метра, у висоту тролейбус теж не є маленьким, його висота становить майже три з половиною метри. За час виробництва першого та другого покоління Mk2 i Mk3 дизайн його кузова не міняється; кузов тролейбуса одноланковий, тримальний, вагонного компонування; дизайн його кузова є дуже сучасним завдяки новітній обробці і повному заокругленню кутів кузова. Обшивка кузова складається з металевих листів неіржавкої сталі; завдяки повній антикорозійній обробці високоякісними емалями кузов тролейбуса дуже тривкий та має великий строк служби, а сама обшивка та боковини гарно блищать на сонці. Дизайн передка тролейбуса майже не відрізняється від Trollino 12, передок вигнутий з боків, посередині майже прямий. Вітрове скло тролейбуса панорамне (дуже зрідка розділене), великого розміру, злегка вигнуте посередині та загнуте з боків, 2 склоочисники, що розташовані один-над-одним, або переміщаються за допомогою двох тягових важелів. Бампер тролейбуса зварений з кузовом, на ньому міститься номер тролейбуса, якщо його немає, то парковий номер розміщуються на передку (зазвичай праворуч). Світлотехніка на передку представлена десятьма фарами (2 з яких протитуманні, інші виконують функцію звичайного освітлення). Увесь комплект фар має лінзове скління. від чого значно збільшується їхня далекоглядність. Емблема Solaris Bus&Coach розміщена посередині передка. Слід відмітити і інших символ Solaris Bus&Coach, що часто присутній на цих тролейбусах (малюється з лівого боку) — це весела зелена «низькопідлогова» такса Solaris, що позначає те, що цей тролейбус низькопідлоговий (хоча, через довжину її тіла вона може позначати і те, що ця модель зчленована або подовжена, наприклад як Solaris Trollino 18 чи Solaris Urbino 18). Вище лобового скла розташований верхній маршрутовказівник тролейбуса — це, як у більшості моделей сучасного громадського транспорту, електронне табло з суцільним дисплеєм, інформація на ньому записуються за допомогою апарату у кабіні водія. Інші маршрутовказівники розташовуються з правого боку (повторення інформації, що і на передньому маршрутовказівнику); задній маршрутовказівник показує лише номер маршруту. Бокові дзеркала зовнішнього виду сферичного типу, звішуються з даху до кабіни у стилі «вуха зайця». Боковини тролейбуса так само обшиті цільним листом неіржавкої сталі, але й мають алюмінієве покриття. Мотовідсік тролейбуса знаходиться на задньому звисі; оскільки тролейбус повністю низькопідлоговий, двигун неможливо поставити йому під підлогу і частина його «залізла» у салон. Тролейбус комплектується різними електродвигунами, такими як Pragoimex, EMIT, та Skoda потужністю 175—240 кіловат (див. технічні характеристики). Задня панель тролейбуса ідентична іншим Trollino — задній бампер заварений, не виступає за габарити; задній габаритні вогні лишаються незмінними, а заднє вікно розтягнуте на усю ширину транспортного засобу, проте частину вікна затулює розміщення електродвигуна. Котушки, на яких тримаються штанги занесені у спеціальний пластиковий чохол, дроти штанг обмотані спеціальною ізоляційною смугою від CAN-bus. Комплект тягового електроустаткування повністю винесено на дах та герметично закрито; система керування тролейбусом — IGBT (транзисторна система керування), що значно економить витрачену електроенергію; моделі IGBT у тролейбуса бувають Cegelec, Medcom, Skoda BlueDrive. У цього тролейбуса є функція автономного ходу на акумуляторних батареях. Штанговловлювання та опускання тролів може виконуватися як механічно (тобто за допомогою ручної сили), так і дистанційно, з кабіни водія. Окрім підвищеного рівня безпеки у усіх компонентах у тролейбуса є система ABS (антиблокувальна), ASR (антибуксувальна) та ECAS (система гальмування, коли кожне колесо гальмує окремо); зокрема як додаткова опція можлива система EBS (TV Europulse Cegelec). Цей тролейбус тривісний, оскільки велике навантаження йде на другу вісь, і довжина тролейбуса у 14,6 метра; колеса тролейбуса мають дискове і радіанне кріплення (передні дискове, часто колеса з третьої осі теж). Підвіска тролейбуса пневматично-важільна, добре нівелює дефекти дорожнього покриття і забезпечує плавний розгін та гальмування руху; мости тролейбуса виконані фірмою ZF. Тролейбус Solaris Trollino 15 є повністю низькопідлоговим, висота його підлоги — від 32 до 34 сантиметрів над дорожнім покриттям; окрім цього є і система кнілінгу (англ. kneeling), яка підвищує чи понижує на кілька сантиметрів рівень підлоги, наприклад, на зупинках (підвищується на 6 сантиметрів до 38—40 і понижується на 7 сантиметрів до 25—27 сантиметрів). Низька підлога цього тролейбуса є величезною перевагою, оскільки таких вхід є дуже зручний для маломобільних громадян міст, і малих дітей і для інвалідів; низький рівень підлоги дозволяє значно пришвидшити пасажирообіг. До салону тролейбуса ведуть три двостворчасті двері (іноді, одні з дверей, передні або задній можуть бути одностулковими), поворотно-зсувного типу; двері тролейбуса мають систему протизащемлення, тобто якщо при закритті дверей, двері натикаються на щось матеріальні, наприклад рюкзак, сумку чи якісь інші речі, вони автоматично повертаються до відкритого положення. Цікавий факт, що середні двері тролейбуса розташовуються «у базі», тобто між 1 та 2 віссю, через те, що тролейбус тривісний, задні двері розташовуються за осями і тому відстань між передніми та середніми дверима є меншою, аніж відстань між середніми та задніми. Салон тролейбуса має сучасний дизайн та високий рівень безпеки, як і у інших моделей Solaris Trollino. Підлога салону застелена суцільнотягненим килимом лінолеуму. Поручні тролейбуса тонкого типу, зі сталевої труби, поручні тролейбуса часто мають незвичний дизайн; наприклад, деякі з вертикальних зверху вигнуті; вертикальні поручні розташовуються майже біля кожного ряду сидячих місць. Горизонтальні поручні розташовуються з правого і лівого боків салону, а також на збірних майданчиках, деякі з цих поручнів обладнані пластиковими тримачами-ручками для ще більшого комфорту. Сидіння тролейбуса м'які, роздільні, ковшового типу, оббивка та «тіло» зроблені з синтетичних матеріалів; сидінь у тролейбусі разом від 36 до 48 штук, у залежності від планування або замовлень, у Solaris Trollino 12 близько 25 сидінь, у зчленованого Solaris Trollino 18 їх є 56; проте велика цифра сидячих місць не позначається погано ні на плануванні салону, ні на місткості тролейбуса, у подовжений тривісний тролейбус уміщується 140—160 чоловік (це при нормальній місткості), а у час-пік, у «битку» цифра може бути і більшою. Сидіння переважно розміщуються попарно, задній ряд складається з 3 сидінь, оскільки частину місця забирає двигун. Навпроти других дверей є збірна майданчик (де відсутні сидіння), яка обладнана для перевезення пасажира у інвалідному візку, до того ж є і інше, усе необхідне для цього: навпроти середніх дверей є металічних відкидний пандус, що розкладається і забирається вручну, габаритами 100×95 (сантиметри), який здатен витримати дорослу людину у візку; на збірному майданчику також є ремені безпеки та кнопка виклику до водія. Бокові вікна тролейбуса затоновані чорним відтінком, на них є зсувні кватирки для вентиляції; вентиляція у салоні представлена двома двошвидкісними вентиляторами, також можлива така додаткова опція вентиляція з панелей, під час руху (як, наприклад, у багатьох туристичних лайнерах). Опалення у салоні здійснюється за допомогою 4 спеціальних одношвидкісних вентиляторів (також як додаткова опція доступний електричний конвектор-опалювач і електричний нагрівник TJ40.3 потужністю 40 кіловат). Підсвітка у салоні здійснюється за допомогою плафонових світильників, що розміщуються на даху салону; висота даху салону становить 230 сантиметрів. Кабіна водія тролейбуса відмежована від салону цільною перегородкою, з салону до кабіни ідуть спеціальні двері, також для виходу/входу водія з кабіни призначена передня стулка передніх дверей, яка відкривається автономно. Дизайн кабіни водія має багато схожостей із іншими тролейбусами та автобусами ряду Trollino i Urbino. Вентиляція у кабіні водія здійснюється так само, як і у салоні, за допомогою вентилятора або «опційного» панельного обдуву, до того ж у лівому від водія боковому вікні є зсувна кватирка. Максимальний контроль за ситуацією на дорозі забезпечується панорамним вітровим склом та «вухастими» боковими дзеркалами зовнішнього виду. Приладова панель тролейбуса з пластику, у вигляді напівокруглого «торпедо», і дає швидкий доступ до усіх потрібних клавіш. Більшість клавіш розташовані з правого боку приладової панелі, показникові прилади «занурені» глибше. Усі допоміжні прилади розташовуються окремо, спідометр (розміткою на 125 км/год) розташовується з лівого боку, кожен з приладів та клавіш має свою індивідуальну підсвітку. На панелі з показниковими приладами вже є сучасне табло контролю за тролейбусом, яке показує і інші функції, наприклад те, що світлотехніка включена. Підрульові механізми (поворотний важіль, включення склоочисників, клаксон, включення світлотехніки), об'єднані у один мультиджойстик для зручності. Крісло водія комфортабельне, відповідає сучасним ергономічним вимогам і регулюється у глибину та висоту у залежності від фізичних параметрів водія. Кермова колонка цього тролейбуса оснащується гідропідсилювачем для легкого керування, кермо — ZF 8098 Servocom. Керування рухом тролейбуса виконується 2 керівними педалями — акселератором та гальмом. Тролейбус демонструє непогані швидкісні показники; він може розігнатися до 75—80 км/год при повному завантаженні. 

## Характеристика моделі Solaris Trollino 15AC

### Переваги моделі Solaris Trollino 15
Solaris Trollino 15 є екологічно-чистим транспортом, що не забруднює довкілля, а тим більше, що може перевозити великі маси пасажирів. У тролейбуса вдала і надійна конструкція, за допомогою подовження тіла кузова місткість тролейбуса збільшується майже на 50 чоловік. У тролейбуса — транзисторна система керування, що економить та значно зменшує електроенергію, витрачену при русі. Шум електродвигуна тролейбуса і зовсім невідчутний, і майже зовсім невідчутний у салоні. У тролейбуса низький рівень підлоги по усьому салону, завдяки чому тролейбус може перевозити неповносправних людей та є незамінним у великих містах. Підвіска тролейбуса пневматично-важільна, що забезпечує м'який та плавний рух. Також є система кнілінгу, за допомогою якої тролейбус «присідає» на кілька сантиметрів, наприклад, на зупинках.
Слід також відмітити і високий рівень безпеки по усіх компонентах; котушки для утримання штанг заховані у спеціальний пластиковий чохол, дроти штанговловлювання обмотані високоякісною ізоляційною стрічкою, є функція автоматичного спуску штанг (як додаткова опція); є система протизащемлення дверей, спеціальні системи гальмування ABS, ASR та інші; пристрій на кшталт стоп-крану для аварійного гальмування, що розміщений на поручнях у салоні. Дизайн самого тролейбуса теж є дуже сучасним, комфортабельний салон, вдале планування сидячих місць, відсутність «спеки» у салоні при повному завантаженню завдяки панельному обдуві при русі та чотирьом вентиляторам, потужне опалення. До інших переваг належать малошумність пересування та вдале планування місця водія, легке керування транспортним засобом.

### Додаткові опції
Тролейбус Solaris Trollino представляє широкий вибір додаткових можливостей, що можуть вноситися у конструкцію:
- автоматичне штанговловлювання — автоматичний опускання штанг з кабіни водія
- панельний обдув при русі — примусовий обдув салону через спеціальні панелі під час руху
- напіврідка змазка мостів та ходових частин (не густим та менш жирним мастилом Vogel KFBS1)
- гальмівна система TV Europulse EBS (об'єднані антиблокувальні та антибуксувальні ABS i ASR)
- електричний конвектор-опалювач і електричний нагрівник TJ40.3 потужністю 40 кіловат
- передня вісь ZF RL75EC (підвіска незалежна) може замінюватися на ZF RL85A
- акумуляторні батареї для забезпечення автономного ходу (їми забезпечується більшість Trollino 15).

Змінні компоненти:
- одностулкові або двостулкові двері (передні або задні)
- від 36 до 48 сидінь залежно від компонування

## Технічні дані
| Solaris Trollino 18                             | Solaris Trollino 18 |
| ----------------------------------------------- | --- |
| Загальні дані                                   | |
| Модель                                          | Solaris Trollino 15 |
| Клас                                            | міський тролейбус |
| Виробник                                        | Solaris Bus&Coach |
| Випускається з                                  | 2002 (проект); 2003 (виробництво), див покоління у описанні                                                            |
| Кузов                                           | |
| Кузов (загальне описання)                       | одноланковий, вагонного компонування, тримальний                                                                       |
| Каркас кузова                                   | неіржавка сталь |
| Покриття кузова                                 | неіржавка сталь |
| Покриття боковин                                | алюмінієві листи + неіржавка сталь                                                                                     |
| Габаритні розміри                               | |
| Довжина, мм                                     | 14590 |
| Ширина, мм                                      | 2550 |
| Висота, мм                                      | 2850 (по даху) 3490 (з кондиційною установкою)                                                                         |
| Передній звис, мм                               | 2700 |
| Задній звис, мм                                 | 3400 |
| Поворотний діаметр, не менше                    | 24 метри |
| Колісна база, мм                                | 6800 (1→2 вісь) 1690 (2→3 вісь)                                                                                        |
| Дорожній просвіт, мм                            | 140 |
| Кут з'їзду, виїзду, °                           | 7/7 |
| Елементи ззовні                                 | |
| Світлотехніка (передок)                         | 10 освітніх фар (2 протитуманні)                                                                                       |
| Бампер                                          | заварний, нечіткоокреслений                                                                                            |
| Бокові дзеркала зовнішнього виду                | сферичного типу |
| Маршрутовказівники                              | електронні табло жовтого, зеленого і червоного з різними функціями (детальніше у описанні моделі)                      |
| Розташування мотовідсіку двигуна                | ззаду за задньою панеллю, частина у салоні                                                                             |
| Колеса                                          | 295/80R×22.5 (радіанні); 6×2                                                                                           |
| Осі, штук                                       | 3 (6×2) |
| Шасі                                            | |
| Передня вісь                                    | ZF RL 75 EC (стандартна) ZF RL 85 A (опційна)                                                                          |
| Тягова вісь, модель                             | ZF AV 132 |
| Задня вісь, модель                              | ZF RL 85 A/N |
| Змазка шасі                                     | густе масло (стандартне) напіврідке Vogel KFBS1 (опційне)                                                              |
| Гальмівні системи                               | ABS; ASR; EBS (електронна система); зупинна (ручник); TV Europulse Cegelec EBS (опційний)                              |
| Передня підвіска                                | незалежна |
| Задня підвіска                                  | залежна пневмоважільна                                                                                                 |
| Салон                                           | |
| Кількість дверей і тип                          | 3—4 двостулкові (задні можливі одностулкові) поворотно-зсувного типу                                                   |
| Аварійне відкриття дверей                       | кнопки біля дверей ззовні і над приводом усередині                                                                     |
| Висота підлоги салону над дорогою, см           | 32 (передній) 34 (задній) (без кнілінгу)                                                                               |
| Кнілінг на,                                     | 7 см униз ; 6 см уверх                                                                                                 |
| Пандус для в'їзду інвалідних візків             | відкидна рампа, відсувається і зсувається механічно (площа 1000×905, мм)                                               |
| Розташування пандуса                            | 2 (середні) двері |
| Поручні                                         | з тонкої сталевої труби, з антикорозійною обробкою                                                                     |
| Сидіння                                         | м'які, роздільні, ковшового стилю з пластиковими тримачами для стоячих                                                 |
| Кількість сидінь                                | 36—48 (залежно від замовлення та встановлення іншого обладнання)                                                       |
| Висота салону, см                               | 237 сантиметрів |
| Система компостування квитків                   | електронні апарати на поручнях                                                                                         |
| Підсвітка у салоні                              | плафонові світильники на даху                                                                                          |
| Вентиляція у салоні                             | представлена двома двошвидкісними вентиляторами, також можлива така додаткова опція вентиляція з панелей, під час руху |
| Бокові вікна                                    | затоновані чорним відтінком                                                                                            |
| Опалення у салоні                               | за допомогою 4 спеціальних одношвидкісних вентиляторів + конвектор-нагрівач (додаткова опція)                          |
| Додаткова система підігріву                     | конвектор TJ40.3 (40 кіловат)                                                                                          |
| Пасажиромісткість салону, чол                   | 160 |
| Місце водія                                     | |
| Кабіна водія                                    | відокремлена перегородкою від салону                                                                                   |
| Підсвітка у кабіні                              | кожен з показникових приладів і один плафоновий світильник                                                             |
| Вентиляція у кабіні                             | через вентилятор і зсувну кватирку                                                                                     |
| Крісло водія                                    | м'яке з підресорами; регулюється у глибину і висоту                                                                    |
| Приладова панель                                | у формі напівкруга з твердого пластику                                                                                 |
| Кермова система                                 | ZF 8098 Servocom |
| Педалі                                          | 2 керівні педалі |
| Двигун і динамічні характеристики               | |
| Тип двигуна                                     | асинхронний тяговий електродвигун                                                                                      |
| Марка двигуна (для конкретно цієї модифікації)  | 6-полярний асинхронний Pragoimex (175 КВт), EMIT (175 КВт) 4-полярний асинхронний Škoda 33ML3550 K/4 (240 кіловат)     |
| Кількість двигунів                              | 1 |
| Потужність електродвигуна, кіловат              | 175 (Pragoimex); 175 (Emit); 240 (Škoda)                                                                               |
| Максимальна швидкість руху на трасі, км/год     | 80—120 |
| Розгін 0—50 км/год за, сек                      | 28 |
| Електроустаткування                             | |
| Система керування                               | IGBT-транзисторна |
| Тип системи керування                           | TV Europulse (IGBT) CEGELEC ANT 175—600 Škoda BlueDrive (IGBT)                                                         |
| Тролеї і система штанговловлювання              | механічна (вручну) або автоматична (дистанційна) — додаткова можливість                                                |
| Чи може їхати автономно?                        | так |
| Автономний хід                                  | на акумуляторних батареях                                                                                              |
| Напруга на токоприймачах, Вольт                 | 550—600 |
| Бортова напруга, Вольт                          | 24—26 |
| Ізоляція і обмотка дротів                       | CAN-bus |
| Комплект тягового електроустаткування           | винесено на дах 2 вагона                                                                                               |
| Ізоляція комплекту тягового електроустаткування | повне герметизування                                                                                                   |
| Котушки для дротів керування тролеями           | поміщені у пластиковий захисний чохол                                                                                  |

## Фотографії

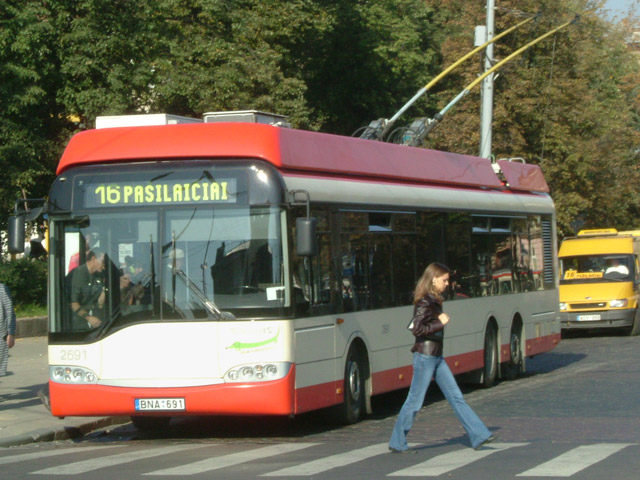
Solaris Trollino 15 у Вільнюсі
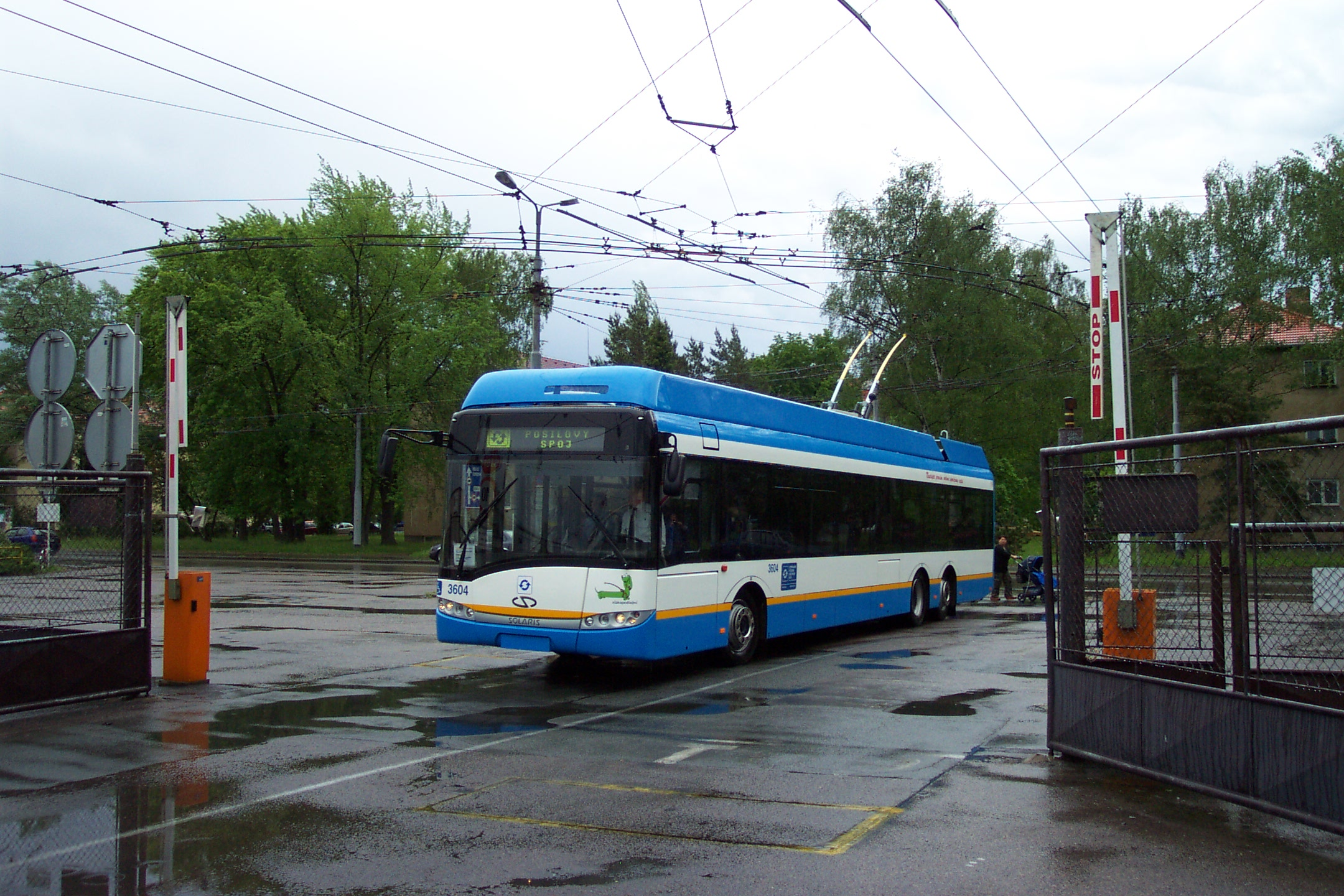
Solaris Trollino 15 Острава
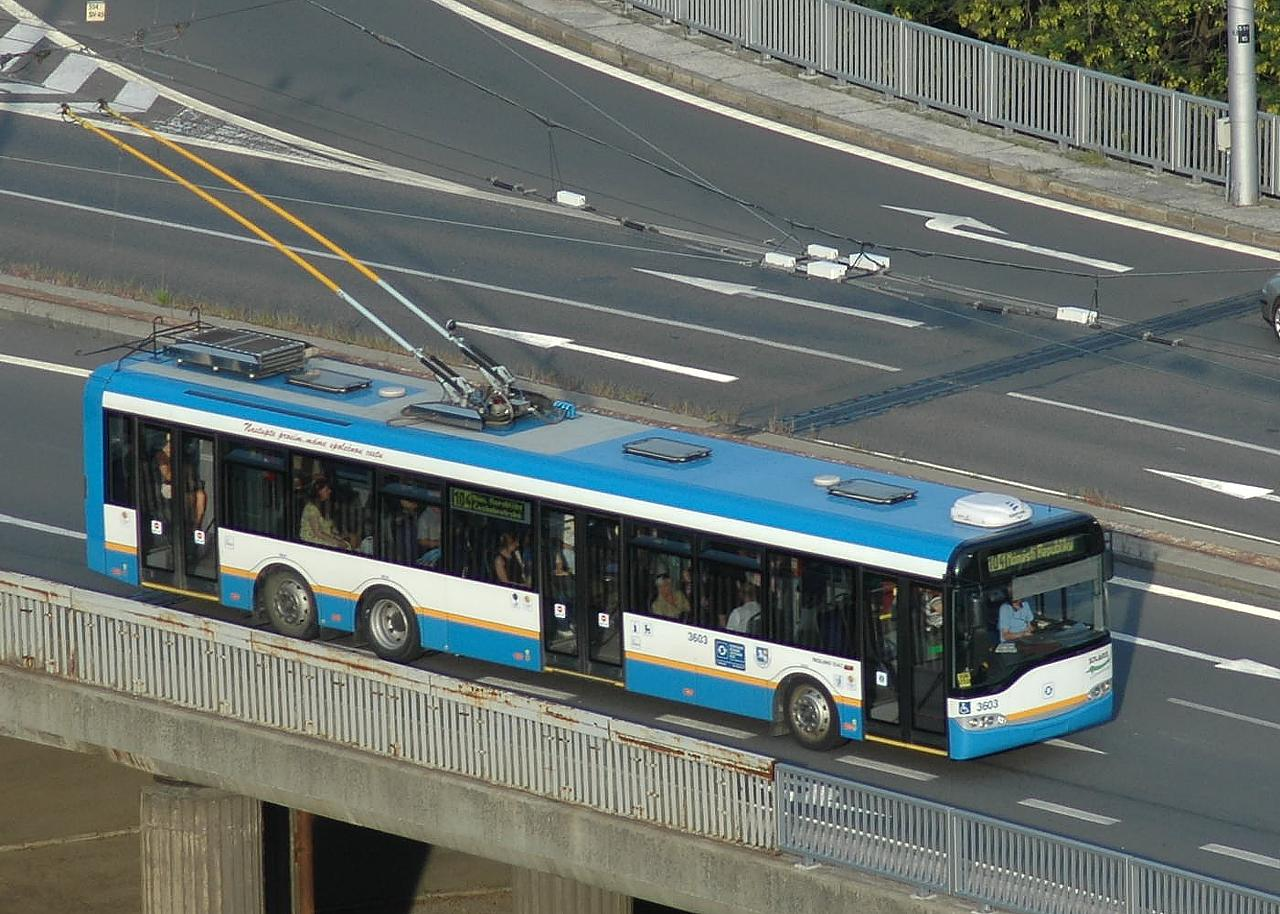
Solaris Trollino 15 зверху (Острава)